# Лука (Тюрингия)
Лука (нем. Lucka) — город в Германии, в земле Тюрингия.
Входит в состав района Альтенбург. Население составляет 4086 человек (на 31 декабря 2010 года). Занимает площадь 12,99 км². Официальный код — 16 0 77 028.
Город подразделяется на 2 городских района.

## История
В середине XVII века здесь родился саксонский врач и дипломат Лаврентий Рингубер, который оказал заметное положительное влияние на германо-российские отношения